# قائمة قرارات مجلس الأمن التابع للأمم المتحدة لعام 1995
تتضمن قائمة قرارات مجلس الأمن التابع للأمم المتحدة لعام 1995 جميع القرارات الصادرة عن مجلس الأمن التابع للأمم المتحدة خلال العام 1995.

## القائمة
| رقم القرار | الرمز            | نص القرار                         | موضوع القرار |
| ---------- | ---------------- | --------------------------------- | --- |
| 970        | S/RES/970(1995)  | نص الوثيقة على موقع الأمم المتحدة | الحالة في جمهورية البوسنة والهرسك |
| 971        | S/RES/971(1995)  | نص الوثيقة على موقع الأمم المتحدة | الحالة في جورجيا |
| 972        | S/RES/972(1995)  | نص الوثيقة على موقع الأمم المتحدة | الحالة في ليبيريا |
| 973        | S/RES/973(1995)  | نص الوثيقة على موقع الأمم المتحدة | الحالة المتعلقة بالصحراء الغربية |
| 974        | S/RES/974(1995)  | نص الوثيقة على موقع الأمم المتحدة | الحالة في الشرق الأوسط |
| 975        | S/RES/975(1995)  | نص الوثيقة على موقع الأمم المتحدة | الحالة المتعلقة بهايتي |
| 976        | S/RES/976(1995)  | نص الوثيقة على موقع الأمم المتحدة | الحالة في أنغولا |
| 977        | S/RES/977(1995)  | نص الوثيقة على موقع الأمم المتحدة | الحالة في رواندا |
| 978        | S/RES/978(1995)  | نص الوثيقة على موقع الأمم المتحدة | الحالة المتعلقة برواندا |
| 979        | S/RES/979(1995)  | نص الوثيقة على موقع الأمم المتحدة | تاريخ إجراء انتخاب لملء شاغر في محكمة العدل الدولية                                                                                               |
| 980        | S/RES/980(1995)  | نص الوثيقة على موقع الأمم المتحدة | تاريخ إجراء انتخابات لملء شاغر في محكمة العدل الدولية                                                                                             |
| 981        | S/RES/981(1995)  | نص الوثيقة على موقع الأمم المتحدة | قوة الأمم المتحدة للحماية |
| 982        | S/RES/982(1995)  | نص الوثيقة على موقع الأمم المتحدة | قوة الأمم المتحدة للحماية |
| 983        | S/RES/983(1995)  | نص الوثيقة على موقع الأمم المتحدة | قوة الأمم المتحدة للحماية |
| 984        | S/RES/984(1995)  | نص الوثيقة على موقع الأمم المتحدة | الاقتراح المقدم من الاتحاد الروسي والصين وفرنسا والمملكة المتحدة لبريطانيا العظمى وأيرلندا الشمالية والولايات المتحدة الأمريكية بشأن ضمانات الأمن |
| 985        | S/RES/985(1995)  | نص الوثيقة على موقع الأمم المتحدة | الحالة في ليبيريا |
| 986        | S/RES/986(1995)  | نص الوثيقة على موقع الأمم المتحدة | الحالة بين العراق والكويت |
| 987        | S/RES/987(1995)  | نص الوثيقة على موقع الأمم المتحدة | الحالة في جمهورية البوسنة والهرسك |
| 988        | S/RES/988(1995)  | نص الوثيقة على موقع الأمم المتحدة | الحالة في جمهورية البوسنة والهرسك |
| 989        | S/RES/989(1995)  | نص الوثيقة على موقع الأمم المتحدة | الحالة المتعلقة برواندا |
| 990        | S/RES/990(1995)  | نص الوثيقة على موقع الأمم المتحدة | الحالة في كرواتيا |
| 991        | S/RES/991(1995)  | نص الوثيقة على موقع الأمم المتحدة | أمريكا الوسطى: جهود تحقيق السلم |
| 992        | S/RES/992(1995)  | نص الوثيقة على موقع الأمم المتحدة | الملاحة على نهر الدانوب |
| 993        | S/RES/993(1995)  | نص الوثيقة على موقع الأمم المتحدة | الحالة جورجيا |
| 994        | S/RES/994(1995)  | نص الوثيقة على موقع الأمم المتحدة | الحالة في كرواتيا |
| 995        | S/RES/995(1995)  | نص الوثيقة على موقع الأمم المتحدة | الحالة المتعلقة بالصحراء الغربية |
| 996        | S/RES/996(1995)  | نص الوثيقة على موقع الأمم المتحدة | الحالة في الشرق الأوسط |
| 997        | S/RES/997(1995)  | نص الوثيقة على موقع الأمم المتحدة | الحالة المتعلقة برواندا |
| 998        | S/RES/998(1995)  | نص الوثيقة على موقع الأمم المتحدة | قوة الأمم المتحدة للحماية |
| 999        | S/RES/999(1995)  | نص الوثيقة على موقع الأمم المتحدة | الحالة في طاجيكستان وعلى امتداد الحدود الطاجيكية - الأفغانية                                                                                      |
| 1000       | S/RES/1000(1995) | نص الوثيقة على موقع الأمم المتحدة | الحالة في قبرص |
| 1001       | S/RES/1001(1995) | نص الوثيقة على موقع الأمم المتحدة | الحالة في ليبيريا |
| 1002       | S/RES/1002(1995) | نص الوثيقة على موقع الأمم المتحدة | الحالة المتعلقة بالصحراء الغربية |
| 1003       | S/RES/1003(1995) | نص الوثيقة على موقع الأمم المتحدة | الحالة في جمهورية البوسنة والهرسك |
| 1004       | S/RES/1004(1995) | نص الوثيقة على موقع الأمم المتحدة | الحالة في جمهورية البوسنة والهرسك |
| 1005       | S/RES/1005(1995) | نص الوثيقة على موقع الأمم المتحدة | الحالة المتعلقة برواندا |
| 1006       | S/RES/1006(1995) | نص الوثيقة على موقع الأمم المتحدة | الحالة في الشرق الأوسط |
| 1007       | S/RES/1007(1995) | نص الوثيقة على موقع الأمم المتحدة | الحالة المتعلقة بهايتي |
| 1008       | S/RES/1008(1995) | نص الوثيقة على موقع الأمم المتحدة | الحالة في أنغولا |
| 1009       | S/RES/1009(1995) | نص الوثيقة على موقع الأمم المتحدة | الحالة في كرواتيا |
| 1010       | S/RES/1010(1995) | نص الوثيقة على موقع الأمم المتحدة | الحالة في جمهورية البوسنة والهرسك |
| 1011       | S/RES/1011(1995) | نص الوثيقة على موقع الأمم المتحدة | الحالة في رواندا |
| 1012       | S/RES/1012(1995) | نص الوثيقة على موقع الأمم المتحدة | الحالة في بوروندي |
| 1013       | S/RES/1013(1995) | نص الوثيقة على موقع الأمم المتحدة | الحالة في رواندا |
| 1014       | S/RES/1014(1995) | نص الوثيقة على موقع الأمم المتحدة | الحالة في ليبيريا |
| 1015       | S/RES/1015(1995) | نص الوثيقة على موقع الأمم المتحدة | الحالة في جمهورية البوسنة والهرسك |
| 1016       | S/RES/1016(1995) | نص الوثيقة على موقع الأمم المتحدة | الحالة في جمهورية البوسنة والهرسك |
| 1017       | S/RES/1017(1995) | نص الوثيقة على موقع الأمم المتحدة | الحالة المتعلقة بالصحراء الغربية |
| 1018       | S/RES/1018(1995) | نص الوثيقة على موقع الأمم المتحدة | تاريخ إجراء انتخاب لملء شاغر في محكمة العدل الدولية                                                                                               |
| 1019       | S/RES/1019(1995) | نص الوثيقة على موقع الأمم المتحدة | الحالة في يوغوسلافيا السابقة |
| 1020       | S/RES/1020(1995) | نص الوثيقة على موقع الأمم المتحدة | الحالة في ليبيريا |
| 1021       | S/RES/1021(1995) | نص الوثيقة على موقع الأمم المتحدة | الحالة في يوغوسلافيا السابقة |
| 1022       | S/RES/1022(1995) | نص الوثيقة على موقع الأمم المتحدة | الحالة في يوغوسلافيا السابقة |
| 1023       | S/RES/1023(1995) | نص الوثيقة على موقع الأمم المتحدة | الحالة في كرواتيا |
| 1024       | S/RES/1024(1995) | نص الوثيقة على موقع الأمم المتحدة | الحالة في الشرق الأوسط |
| 1025       | S/RES/1025(1995) | نص الوثيقة على موقع الأمم المتحدة | الحالة في كرواتيا |
| 1026       | S/RES/1026(1995) | نص الوثيقة على موقع الأمم المتحدة | الحالة في جمهورية البوسنة والهرسك |
| 1027       | S/RES/1027(1995) | نص الوثيقة على موقع الأمم المتحدة | الحالة في جمهورية مقدونيا اليوغوسلافية السابقة |
| 1028       | S/RES/1028(1995) | نص الوثيقة على موقع الأمم المتحدة | الحالة المتعلقة برواندا |
| 1029       | S/RES/1029(1995) | نص الوثيقة على موقع الأمم المتحدة | الحالة المتعلقة برواندا |
| 1030       | S/RES/1030(1995) | نص الوثيقة على موقع الأمم المتحدة | الحالة في طاجيكستان وعلى امتداد الحدود الطاجيكية - الأفغانية                                                                                      |
| 1031       | S/RES/1031(1995) | نص الوثيقة على موقع الأمم المتحدة | الحالة في جمهورية البوسنة والهرسك |
| 1032       | S/RES/1032(1995) | نص الوثيقة على موقع الأمم المتحدة | الحالة في قبرص |
| 1033       | S/RES/1033(1995) | نص الوثيقة على موقع الأمم المتحدة | الحالة فيما يتعلق بالصحراء الغربية |
| 1034       | S/RES/1034(1995) | نص الوثيقة على موقع الأمم المتحدة | الحالة في جمهورية البوسنة والهرسك |
| 1035       | S/RES/1035(1995) | نص الوثيقة على موقع الأمم المتحدة | الحالة في جمهورية البوسنة والهرسك |

## المرجع
1. ↑  "قرارات مجلس الأمن". الأمم المتحدة. مؤرشف من الأصل في 2018-09-04. اطلع عليه بتاريخ 22 شباط / فبراير 2017. {{استشهاد ويب}}: تحقق من التاريخ في: |تاريخ الوصول= (مساعدة)